# Potencial postsinàptic

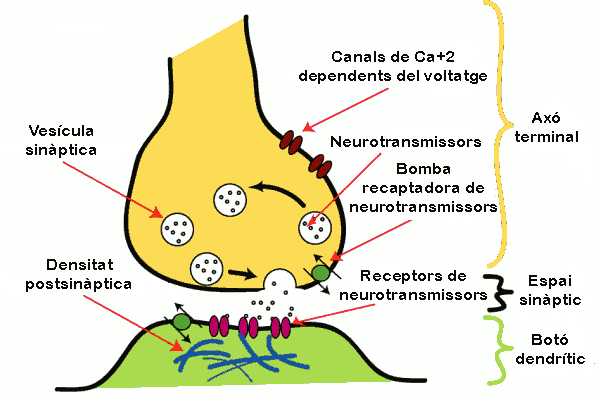
Esquema d'una sinapsi química entre un axó d'una neurona i la dendrita d'un altre. Les sinapsis són espais diminuts especialitzats entre les neurones. Els impulsos elèctrics que arriben a la terminal de l'axó desencadenen l'alliberament de missatgers químics (neurotransmissors), que es difonen a través de l'escletxa sinàptica fins a trobar els receptors de la dendrita adjacent. Quan s'uneixen, causen canvis en la cèl·lula receptora que desencadenen, de forma general, un altre impuls nerviós. Un cop el neurotransmissor s'allibera del lligam amb el receptor, és metabolitzat o és tornat a internalitzar en una neurona per ser reutilitzat.

Els potencials postsinàptics són canvis en el potencial de membrana del terminal postsinàptic d'una sinapsi química. Els potencials postsinàptics són potencials graduats i no s'han de confondre amb potencials d'acció encara que la seva funció és iniciar o inhibir potencials d'acció. Són causats per la neurona presinàptica que allibera neurotransmissors des del botó terminal a l'extrem d'un axó cap a l'esquerda sinàptica. Els neurotransmissors s'uneixen als receptors del terminal postsinàptic, que pot ser una neurona o una cèl·lula muscular en el cas d'una unió neuromuscular. Aquests s'anomenen col·lectivament receptors postsinàptics, ja que es troben a la membrana de la cèl·lula postsinàptica.

## El paper dels ions
Una de les maneres en què els receptors poden reaccionar davant d'estar units per un neurotransmissor és obrir o tancar un canal iònic, permetent que els ions entrin o surtin de la cèl·lula. Són aquests ions els que alteren el potencial de membrana. Els ions estan subjectes a dues forces principals, la difusió i la repulsió electroestàtica. Els ions tendiran cap al seu potencial d'equilibri, que és l'estat on la força de difusió anul·la la força de repulsió electroestàtica. Quan una membrana està al seu potencial d'equilibri, ja no hi ha un moviment net d'ions. Dues equacions importants que poden determinar les diferències de potencial de membrana en funció de les concentracions d'ions són l'equació de Nernst i l'equació de Goldman.

## Relació amb potencials d'acció
Les neurones tenen un potencial de repòs d'uns -70 mV. Si l'obertura del canal iònic dona lloc a un guany net de càrrega positiva a través de la membrana, es diu que la membrana està despolaritzada, ja que el potencial s'acosta a zero. Es tracta d'un potencial excitatori postsinàptic (EPSP), ja que apropa el potencial de la neurona al seu llindar d'activació (aproximadament -55 mV).
Si, d'altra banda, l'obertura del canal iònic dona lloc a un guany net de càrrega negativa, això mou el potencial més lluny de zero i es coneix com a hiperpolarització. Es tracta d'un potencial postsinàptic inhibitori (IPSP), ja que canvia la càrrega a través de la membrana per estar més lluny del llindar de cocció.